# Skarnsholmen

Skarnsholmen är en liten och låglänt holme i sjön Östen i Skövde kommun.
Holmen är namngiven eftersom den är den största av små landmassor i sjön och är den enda att inte översköljas av sjöns högvatten på vårkanten. Skarnsholmen domineras av olika typer av vass och låga buskar. Holmen är populär bland rastande sädgäss och sångsvanar under våren.